# MSMO1
MSMO1 (англ. Methylsterol monooxygenase 1) – білок, який кодується однойменним геном, розташованим у людей на короткому плечі 4-ї хромосоми. Довжина поліпептидного ланцюга білка становить 293 амінокислот, а молекулярна маса — 35 216.
| 10         |  | 20         |  | 30         |  | 40         |  | 50         |
| ---------- |  | ---------- |  | ---------- |  | ---------- |  | ---------- |
| MATNESVSIF |  | SSASLAVEYV |  | DSLLPENPLQ |  | EPFKNAWNYM |  | LNNYTKFQIA |
| TWGSLIVHEA |  | LYFLFCLPGF |  | LFQFIPYMKK |  | YKIQKDKPET |  | WENQWKCFKV |
| LLFNHFCIQL |  | PLICGTYYFT |  | EYFNIPYDWE |  | RMPRWYFLLA |  | RCFGCAVIED |
| TWHYFLHRLL |  | HHKRIYKYIH |  | KVHHEFQAPF |  | GMEAEYAHPL |  | ETLILGTGFF |
| IGIVLLCDHV |  | ILLWAWVTIR |  | LLETIDVHSG |  | YDIPLNPLNL |  | IPFYAGSRHH |
| DFHHMNFIGN |  | YASTFTWWDR |  | IFGTDSQYNA |  | YNEKRKKFEK |  | KTE        |

A: Аланін

C: Цистеїн

D: Аспарагінова кислота

E: Глутамінова кислота

F: Фенілаланін

G: Гліцин

H: Гістидин

I: Ізолейцин

K: Лізин

L: Лейцин

M: Метіонін

N: Аспарагін

P: Пролін

Q: Глутамін

R: Аргінін

S: Серин

T: Треонін

V: Валін

W: Триптофан

Кодований геном білок за функцією належить до оксидоредуктаз. 
Задіяний у таких біологічних процесах як метаболізм ліпідів, метаболізм стероїдів, метаболізм стеролів, біосинтез ліпідів, біосинтез стероїдів, біосинтез стеролів, поліморфізм, альтернативний сплайсинг. 
Білок має сайт для зв'язування з НАД, іоном заліза. 
Локалізований у мембрані, ендоплазматичному ретикулумі.